# ألمان البحر الأسود
ألمان البحر الأسود (بالألمانية: Schwarzmeerdeutsche، بالروسية: черноморские немцы تشيرنومورسكيه نيمتسي، وبالأوكرانية: чорноморські німці تشورنومورسكي نيمتسي) هم ألمان عرقيون غادروا أوطانهم (ابتداءً من أواخر القرن الثامن عشر، ولكن بشكل رئيسي في أوائل القرن التاسع عشر بطلب من الإمبراطور ألكسندر الأول حاكم روسيا بين 1801–1825)، واستقروا في الأراضي الواقعة على الساحل الشمالي للبحر الأسود، في مناطق كانت تتبع للإمبراطورية الروسية الجنوبية (بما في ذلك ما يُعرف اليوم بأوكرانيا).

ويُعد الألمان السود البحر مجموعة مميزة عن غيرهم من الجماعات الألمانية المستوطنة في المنطقة، مثل القوطيين القرم، ألمان بيسارابيا، ألمان القرم، ألمان دوبروجا، المينونايت الروس، ألمان الفولغا، وألمان فولينيا. فهذه المجموعات تختلف من حيث الترتيب الزمني، والموقع الجغرافي، والثقافة، وإن لم تكن متناقضة أو متنافرة فيما بينها.
1. ↑  "Germans from Russia Heritage". North Dakota State University. مؤرشف من الأصل في 2013-08-08. اطلع عليه بتاريخ 2014-03-18.
2. ↑  Long, James W., 1942- (1988). From privileged to dispossessed: the Volga Germans, 1860-1917. Lincoln: University of Nebraska Press. ص. xiv. ISBN:0803228813. OCLC:17385222.{{استشهاد بكتاب}}:  صيانة الاستشهاد: أسماء عددية: قائمة المؤلفين (link) صيانة الاستشهاد: أسماء متعددة: قائمة المؤلفين (link)
3. ↑  Koch, Fred C. (1977). The Volga Germans : in Russia and the Americas, from 1763 to the present. University Park: Pennsylvania State University Press. ص. 2. ISBN:0271012366. OCLC:2425321.